# 候选人年龄
候选人年龄是一个人合法获得某些民选政府机关的参选资格最低年龄。在许多情况下，它也决定了一个人有资格参选或被授予投票权的年龄。
已知的第一个实施候选人年龄先例的是《維利烏斯任職最低年齡法 》Lex Villia Annalis，公元前180年罗马法律设置了政务官的最低年龄限制。

## 列表

### 中華民國
- 年滿23歲，依《公職人員選舉罷免法》第24條得於其行使選舉權之選舉區登記為村（里）長、鄉（鎮、縣轄市）民代表、直轄市山地原住民區民代表、直轄市議員、縣市議會議員、立法院立法委員候選人。
- 年滿26歲，得登記為鄉（鎮、縣轄市）長、原住民區長候選人。
- 年滿30歲，得登記為直轄市長、縣（市）長候選人。
- 年滿35歲，得為監察委員。
- 年滿40歲，依《憲法》、《憲法增修條文》及《總統副總統選舉罷免法》第20條得登記為總統、副總統候選人。

### 香港
- 參選區議員、立法會議員，得年滿21歲。
- 參選行政長官，得年滿40歲。

### 美國
- 參選眾議員，得年滿25歲。
- 參選參議員，得年滿30歲。
- 參選總統、副總統，得年滿35歲。[2]

### 英國
- 參選下議院議員、地方政府首長、地方政府議員，得年滿18歲。[3]

### 日本
- 參選眾議員（內閣）、市村町長、地方議會議員，得年滿25歲。
- 參選參議員、都道府縣知事，得年滿30歲。[4]

### 韓國
- 參選地方政府議員、地方政府首長、韓國國會議員，得年滿18歲。
- 參選總統，得年滿40歲。

### 俄羅斯
- 參選州長，得年滿30歲。
- 參選聯邦總統，得年滿35歲。